# Религиозно образование
Религиозното обучение в светските държави представлява преподаване на дадена религия в различните ѝ аспекти – аспекти на вярата, възприети ритуали, и т.н., и тяхната роля в обществото във философски, исторически и културен план. В западното светско общество и култура религиозното обучение е отделено от институционалното, като изключение правят някои частни (напр. католически) училища в чужбина.
Основен предмет на религиозното обучение са аспектите на вярата, основите и особеностите, които са характерни за дадена религия. Предполага се принадлежността на ученика(чката) към съответната религиозна общност като вярващ(а), макар че обикновено учениците на възраст от 7 – 18 години не винаги имат реално право или възможност на избор, а решението бива взето или повлияно от техните родители.
Светската концепция за институционално обучение значително се различава от концепцията в традиционните религиозни общества, каквито Аржентина, Коста Рика, Хондурас и други икономически и политически слабо развити държави или монархически държави като Англия, Монако, Дания, които се придържат към традиционните религиозни или базирани на религията закони, и в които религиозното образование е част от институционалната и академична наука. В тези държави се преподава определена религия, като се има предвид, че традициите ѝ и обичаите ѝ са тясно свързани със съответното държавно закононодателство, и в този смисъл нарушенията на традиционния религиозен морал и религиозно обусловени закони могат да се третират като най-малкото като погрешно в морален план поведение или дори престъпление, и в този смисъл те биват наказуеми. Много често прекомерното или пълното сливане на светски закон и религиозен закон е причина за нарушаване на правата на човека, и третиране на съответната страна като нарушител на хартите на ООН и други международни организации, и стават причина за налагането ѝ на икономическо ембарго и други международни мерки.

## За и против
Обикновено гражданите на една страна имат различни вярвания, религиозни интереси или имат атеистични убеждения. По тази причина, религиозното обучение на преимуществено една или повече религии, може да бъде дискриминацинно за други от официалните типове религиозно обучение и за това подобно задължително обучение се избягва, а и за това като цяло религиозното обучение е слабо застъпено в модерните държави, като се дава свобода на онези, които желаят в една или друга възраст да се информират свободно относно религията, която предпочитат. В този смисъл религиозното обучение в училищата е критикувано основно по причината, че това обучение представлява привилегироване на една или няколко религии за сметка на други от страна на държавата.
Защитниците на разбирането, че религията трябва да бъде преподавана в училищата се аргументират с факта, че дадена вяра е оказала социализиращо влияние върху поведението и морала на обществото на една държава. Според тях, преподаването на религия би повлияло децата да се развиват като отговорни и духовно зрели възрастни.

## Религиозното обучение в България

### Нормативни актове
- По Констуция, вероизповеданията в България са отделени от държавата (чл. 13 ал. 2). Законът за вероизповеданията поставя същото изискване (чл. 4 ал. 1).
- Законът за народната просвета (ЗНП) определя образованието в България като „светско“ (чл. 5).
- Правилникът за приложение на ЗНП „не допуска налагането на учениците на идеологически и религиозни доктрини“ (чл. 4. ал. 1), а религиите в светските училища училища се изучават в „исторически, философски и културен план чрез учебното съдържание на различни учебни предмети“.
- Концепция за обучение по предмет „Религия“, одобрена от МОН
- Концепция за обучение по предмет „Религия-Ислям“, одобрена от МОН

Одобрените от Министерството на образованието и науката концепции за обучение по предмет „Религия“ и „Религия-Ислям“ представляват програми по обучение в доктрините на Източното православие и Ислям, като другите религии се разглеждат в светлината на тези вероизповедания.
Обучението по предмет „Религия“ и „Религия-Ислям“ се провежда с учениците от 1 до 12 клас в часовете по свободноизбираема (СИП) и задължитеноизбираема подготовка (ЗИП), а неговата организация се провежда в съответствие с:
1. Желание от страна на учениците;
2. Възможностите на учебното заведение и общинските служби да осигурят квалифицирани преподаватели;
3. Утвърдените от МОН концепции за обучение по предмет „Религия“ и „Религия-Ислям“.

### Необходима квалификация на преподавателите
Според инструкцията на МОН, учителите, които имат право да преподават предмет „Религия“ и „Религия-Ислям“ трябва да отговарят на едно от следните изисквания:
1. да имат висше хуманитарно образование по хуманитарни науки – направление „Религия и теология“;
2. да са начални учители, преминали през курс по религия, организиран от богословските факултети на висшите учебни заведения;
3. да са завършили Висшия ислямски институт.

## По света

### Европа

#### Франция
Франция не финансира религиозното обучение и не приема официално никоя религия. Въпреки това, държавата субсидира частни образователни проекти, вкл. и такива в религиозната сфера. Това се прави при стриктните условия религиозното обучение да не се налага на сила на учениците и да не се създава дискриминация на верска основа. Изключение правят територии във Франция, които по исторически причини (били са под германско управление, когато тази система е била възприета в останалата част от Франция) държавата поддържа обучението по определени религии в обществените учебни заведения, най-често, в съответствие с немския модел.

#### Германия
В Германия под религиозно обучение се разбира религиозно обучение в училищата. В исторически план, създателите на немската Конституция имат предвид обучението, което конфесионално е свързано с християнската църква. Практиката с времето обаче разширява това разбиране. Чл. 7 от немската Конституция ясно включва и не-християнските деноминации. По тази причина, в Германия религиозното обучение се разбира като обучение по житейска философия (Weltanschauung).
Религиозното обучение в Германия е единственият предмет, гарантиран от чл. 7 на немската Конституция, според който то е нормален предмет в обществените училища, с изключение на светските и се преподава в съответствие с принципите на различните деноминации. Този член гарантира правото на учителите да не преподават религия против тяхната воля.

#### Австрия
В Австрия ситуацията е подобна на тази в Германия. Поради това, че историята на Австрия е многонационална, в учебните заведения, наравно с католицизма, протестанството и православието се преподава и ислям. Децата, които принадлежат към малцинствените религии, като юдаизъм, будизъм и др. също могат да получат религиозно обучение в съответствие с тяхната вяра. В много колежи алтернативно могат да се посещават часове по етика.

#### Унгария
Образованието в Унгария се регулира със Закон за висшето образование (CXXXIX от 2005 г.) и Закон за общественото образование (LXXIX от 1993 г.) Унгарската образователна система позволява преподаването на теология в обществените учебни заведения и това става с решение не директора.
В Унгария съществуват множество средни и висши религиозни училища: християнски, еврейски, католически, евангелистки, калвинистки, будистки и такива, свързани с индуизма.

### Северна Америка

#### САЩ
Американските закони забраняват религиозното образование в обществените учебни заведения, освен ако то не се осъществява от неутрална и академична гледна точка. Учител или учебно заведение, което налага определена религия, прави това в нарушение на първата поправка на Конституцията на САЩ. Също така, в САЩ не съществува специално законодателство в сферата на религиите.
Въпреки че образователната система е секуларна в обществените учебни заведения, религиозно обучение може да има в частните учебни заведения. Религиозно обучение в обществените учебни заведения е възможно, ако учебната програма не е сведена до доктрината една религия, а са включени някои от многото съществуващи в страната вероизповедания, като: Християнство, Ислям, Индуизъм, Юдаизъм и пр., в съответствие с изискването за неутрално и академично представяне.
Религиозното обучение често се осъществява чрез неделни училища, организирани от различните вероизповедания и се провежда в молитвените домове, посещавани от родителите. То може да се провежда във връзка с редовните служби или по друг начин и време, вкл. и през седмицата, след редовната учебна програма.
Според някои родители, допълнителното религиозно обучение е недостатъчно и по тази причина записват децата си в частни религиозни училища.
Много често религиозното обучение в училищата е причина за правни и съдебни спорове, касаещи например 10-те божи зароведи, Залогът за единство, описващ САЩ като една нация под Бога и т.н.

#### Канада
Религиозното обучение в Канада е с променлив статус, тъй като както е известно Канада е стъпила на мултикултурания модел и билингвизма (английски език и френски език). От една страна, католическото обучение е регламентирано от Конституцията и финансирано. От друга страна, с нарастване на културното разнообразие в Канада, в страната възникват дебати относно това, дали е приемливо да бъде финансирано религиозното обучение на само една група. Провинцията Нюфаундленд спира финансирането на католицизма през 1995 г. Квебек отменя финансирането на религиозното обучение с образователен закон през 1998 г., което влиза в сила на 1 юли същата година.
Всъщност в Канада училищата са организирани и разграничаващи се по лингвистичен (английски, френски), и религиозния принцип не е застъпен.